# Heinrich Hentzi

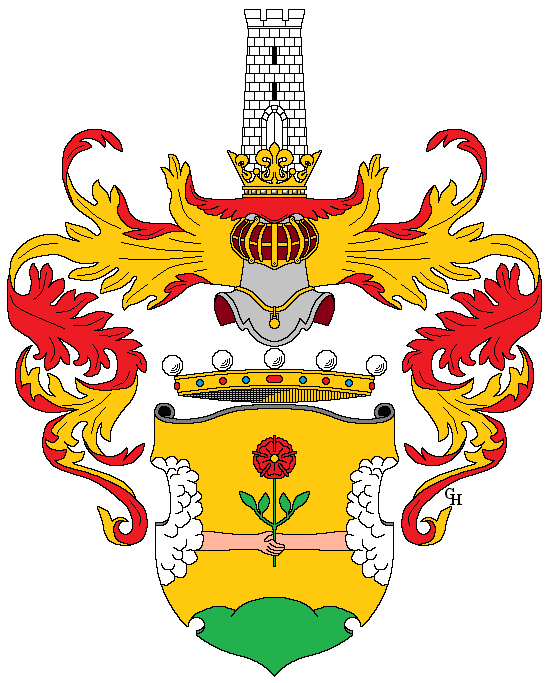
Blazonul nobiliar al lui Heinrich Hentzi Edler von Arthurm

Heinrich Hentzi, din 1844 Heinrich Hentzi Edler von Arthurm, (n. 24 octombrie 1785, Debrețin, Ungaria – d. 21 mai 1849, Buda, Imperiul Austriac) a fost un general maghiar din armata Imperiului Austriac. El a devenit renumit pentru apărarea orașului Buda și a castelului Buda în Asediul Budei din anul 1849, refuzând să capituleze în fața rebelilor unguri și continuând să rămână loial până la capăt împăratului austriac.

## Cariera militară
Provenea dintr-o familie cu origine elvețiană. Unchiul său, Samuel Hentzi, a fost un poet și revoluționar elvețian, care a organizat o conspirație împotriva ordinii constituționale din Elveția și, prin urmare, a fost executat pe 17 iulie 1749. Familia Hentzi a fost nevoită să fugă și s-a stabilit în orașul maghiar Debrețin.
Născut la Debrețin, Hentzi s-a înrolat în Armata Austriacă în septembrie 1804 și a făcut parte din trupele de geniu. După un an, la 1 septembrie 1805, a fost avansat Oberleutnant, apoi, la 1 martie 1809, Kapitänleutnant. A participat la Războaiele Napoleoniene din 1805, 1809, 1813 și 1814. În campania din Germania din 1813 s-a aflat mai întâi în garnizoana din Olomouc, apoi a participat la luptele pentru apărarea fortului Komárom și la operațiunile militare de pe insula Žitný, pentru care a fost lăudat de generalii Hesse-Homburg și Wimpfen. În ianuarie 1814 a luat parte la blocada din Auxonne și bătăliile de la Lyon și Voreppe.  
După război a continuat să urce în ierarhia militară și a îndeplinit funcții militare în diferite garnizoane. A fost avansat maior (5 iulie 1828), locotenent-colonel (23 iunie 1834) și colonel (19 martie 1841). Apoi, la 16 august 1842, a fost numit comandant al corpului de pionieri. Pentru faptele sale de arme a fost înnobilat la 17 iunie 1844, primind titlul de Edler von Arthrum.
La 9 mai 1848 a fost avansat general-maior. El a servit timp de trei luni pe postul de comandant de brigadă la Cracovia, în subordinea feldmareșalului Franz Schlik, după care a fost numit comandant militar al cetății Petrovaradin. A preluat această funcție de comandă la 22 septembrie 1848 și a depus jurământul pe noua constituție a Ungariei. În timpul Revoluției Maghiare a fost pus sub supraveghere la 21 octombrie 1848 deoarece a refuzat să se alăture Armatei Revoluționare Maghiare. La 17 decembrie 1848 a fost trimis sub escortă la Buda ca prizonier de război pentru a fi judecat acolo. În 5 ianuarie 1849, odată cu intrarea în Buda a trupelor imperiale conduse de feldmareșalul Windischgrätz, generalul Hentzi și-a recăpătat libertatea. Feldmareșalul l-a numit comandant militar al orașului și castelului Buda. Castelul era ruinat, iar Hentzi l-a reparat și consolidat pentru a putea face față atacurilor maghiare.
Apogeul carierei militare a lui Hentzi a fost atins în aprilie 1849, atunci când, după ce trupele austriece au părăsit Pesta, a stabilit o linie de apărare pe partea dinspre Buda a Dunării, cu centrul în castelul regal. După retragerea armatei imperiale, rebelii maghiari au ajuns la 3 mai 1849 în fața castelului. Când generalul naționalist Artúr Görgei a făcut apel la originea maghiară a lui Hentzi într-o încercare de a-l convinge să predea castelul forțelor revoluționare maghiare, Hentzi i-a răspuns că, deși se născuse într-adevăr în Ungaria, va continua să rămână loial Kaiserului. Cererea de capitulare trimisă pe 4 mai 1849 de generalul Görgei conținea următoarea clauză: 
| “ | Dacă dvs., apărând până la capăt cetatea Buda, veți produce pagube Podului cu Lanțuri sau veți bombarda Pesta, de unde sub nicio formă nu puteți fi atacat, acest lucru fiind evident, atunci vă dau cuvântul meu de onoare că, după ce castelul va fi capturat, toți apărătorii castelului vor fi tăiați cu sabia. | ” |

Avea doar 5.000 de militari în subordine, dar a respins 20 de atacuri ale oștilor maghiare formate din 30.000 de combatanți. Hentzi von Arthurm a apărat castelul până pe 21 mai 1849, refuzând să capituleze. Pe 21 mai 1849 militarii maghiari au reușit să escaladeze zidurile castelului, iar Hentzi, pentru prinderea căruia fusese stabilită o recompensă de 5.000 de florini, a fost rănit grav. Potrivit unui raport al unui ofițer medical austriac, Hentzi a murit două zile mai târziu, pe 23 mai 1849, la ora 1 dimineața. Autoritățile austriece au susținut mult timp că generalul rănit ar fi fost maltratat de soldații maghiari, această acuzație fiind reluată și la procesul generalilor maghiari executați la Arad. De fapt, militarii maghiari l-au transportat pe rănitul Hentzi la sediul cartierului general maghiar pentru a-l proteja de furia mulțimii. Viața apărătorilor castelului din timpul asediului a fost cruțată, în ciuda ordinelor ferme ale lui Görgei. Generalul Hentzi a fost înmormântat în cimitirul din Buda.
În 1850 a fost decorat post-mortem cu crucea de cavaler a Ordinului Militar „Maria Terezia”. Pictorul Fritz L'Allemand (1812-1866) a fost însărcinat, din dispoziția împăratului, să picteze un tablou care să prezinte momentul morții generalului Hentzi.

## Familie
Hentzi a fost căsătorit. Singurul său fiu, Heinrich, a servit ca militar în trupele de geniu. Datorită comportamentului curajos al generalului, văduva sa a primit un cadou de 1000 de florini și o pensie viageră de 600 de florini.

## Amintirea lui Hentzi
Refuzul lui Hentzi de a se alătura naționaliștilor maghiari și apărarea înverșunată a Budei au prevenit invazia Armatei Revoluționare Maghiare în Austria în primăvara și vara anului 1849.
În Ungaria el este amintit pentru bombardarea orașului Pesta în cursul asediului. Multe clădiri civile au fost distruse în timpul bombardamentului, pe care Hentzi l-a ordonat cu scopul de a descuraja trupele maghiare să continue asediul castelului, fiind terorizată astfel populația civilă. Orașul Pesta nu avea nicio importanță militară, iar generalul Görgei a hotărât să nu atace castelul de pe partea dinspre Pesta, dar a afirmat că, dacă Hentzi va bombarda Pesta, el nu-i va arăta milă. 

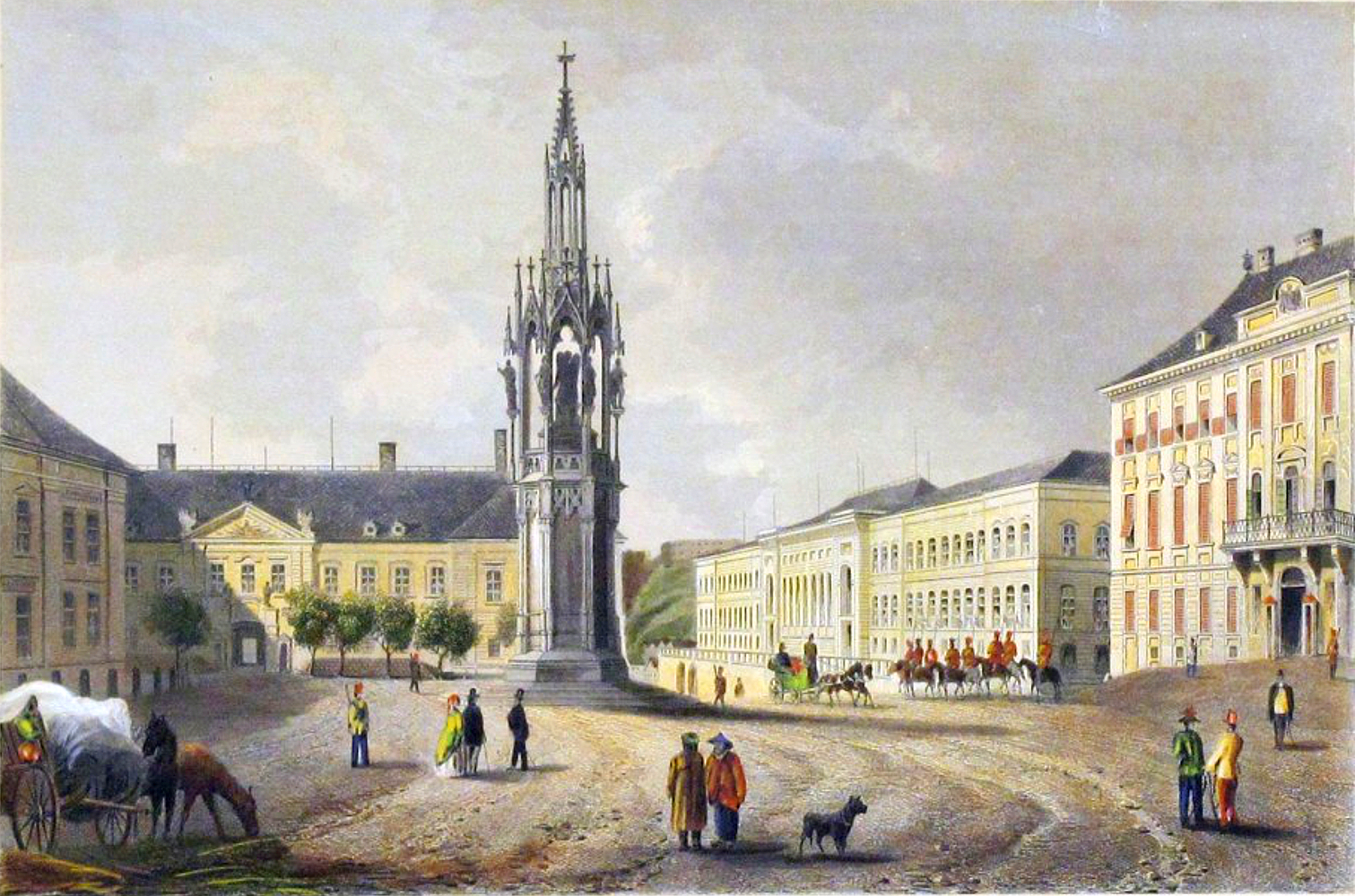
Monumentul lui Hentzi din castelul Buda

Considerat un erou de către loialiștii habsburgici, Hentzi a fost onorat cu o statuie în Budapesta. Monumentul a fost dezvelit la 11 iulie 1852 în prezența împăratului Franz Joseph I și a cauzat mari resentimente în rândul naționaliștilor maghiari, constituind sursa tensiunilor civile din 1886. Când comandantul garnizoanei din oraș, generalul maior Ludwig Janski, a pavoazat monumentul lui Hentzi, au urmat proteste și revolte, precum și ciocniri armate si dueluri între ofițerii imperiali și naționaliștii maghiari. Tulburările au fost atât de grave, încât prințul moștenitor Rudolf a pledat pentru o intervenție armată. Nu a fost luată o astfel de măsură, dar guvernul de la Viena a refuzat să-i pedepsească pe ofițerii implicați. Generalul Janski a fost transferat la comanda unei divizii din altă parte a imperiului.
Controversa produsă de prezența statuii a scăzut în intensitate în 1899, atunci când, într-o încercare de a potoli nemulțumirile maghiarilor, monumentul lui Hentzi a fost mutat din piața centrală Sf. Gheorghe (Szent György) și amplasat în curtea interioară a școlii de cadeți din Budapesta.

## Legături externe
- Materiale media legate de Heinrich Hentzi la Wikimedia Commons
- de Wien. (…) Über die Einnahme von Ofen (…). În: Fremden-Blatt, 1 august 1849, p. 01 (accesibil online pe site-ul ANNO).
- de Haynau, Feld-Zeugmeister: Provinzen. (…) An die Bewohner von Ofen und Pest. În: Die Presse (1848-1896), 25 iulie 1849, p. 02 (accesibil online pe site-ul ANNO).